# Tibia (orgelpipa)
Tibia är en typ av orgelpipa som är karakteristisk för biograforglar. Vanligen är de tillverkade av trä från 16' (ibland 32") till de högre oktaverna av metall 6" och kortare. Toppen är sluten förutom för pipor kortare än 3" som har öppen topp. Munstycket sitter högt och de har begränsad harmonik vilket gör att ljudet närmar sig sinusvågform. De har vanligen tremulant och förändringar i lufttrycket ger "liv" till musiken.  